# دشانه داللینگ
دشانه داللینگ (انگلیسی: Deshane Dalling؛ زادهٔ ۱۳ اوت ۱۹۹۸) بازیکن فوتبال است.
از باشگاه‌هایی که در آن بازی کرده‌است می‌توان به باشگاه فوتبال کویینز پارک رنجرز اشاره کرد.